# 星际争霸职业联赛

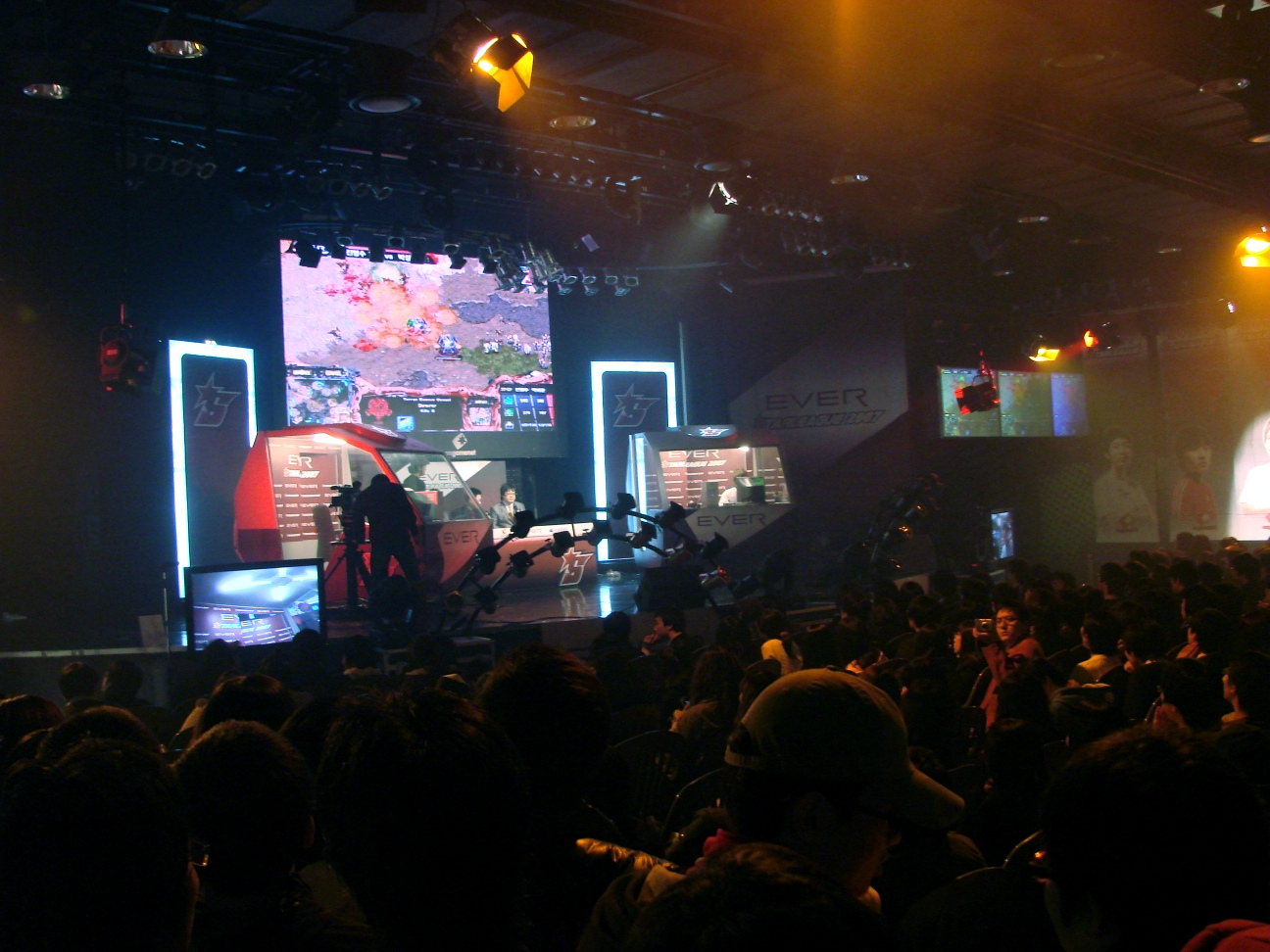
一个电子竞技体育场，正在进行职业《星际争霸》比赛

《星際爭霸》拥有一套完整的职业联赛制度，在韩国尤为盛行。两个主要的电视游戏频道Ongamenet和MBCGame分别承办一套职业联赛（OSL、MSL），拥有数百万的观众和爱好者。自2002年来，韩国职业星际选手皆加入了各自的战队。战队通常由大型公司赞助，如三星、SK Telecom、KTF等。除此之外，《星际争霸》也是世界电子竞技大赛中最受欢迎的比赛项目之一。综合而言，《星际争霸》是全球最大的电子竞技赛事项目，游戏打破了《吉尼斯世界纪录大全》中“职业联赛收入最高的游戏”、“比赛观众最多的游戏”两项纪录。
2012年8月4日tving Starleague决出冠军后，随着韩国职业电子竞技协会与暴雪娱乐的和解以及星际争霸II职业联赛的开展，所有的星际争霸职业联赛均停止举办。但业余星际争霸游戏比赛仍有举行，退役的星际争霸前职业选手也常有参加。

## 职业星际争霸战队
韩国星际争霸职业比赛一度达到12支战队，最终缩水为8支，其中大多数战队由各大公司或电视台赞助，曾经的战队有：
- Air Force ACE
  - 空军战队由于由韩国空军赞助而载入了《吉尼斯世界纪录大全》，理由是“首个军方职业电子竞技战队”[4]
- CJ ENTUS
  - 前 Pro Suma、Suma、Gamei、eNotes、GO、Suma GO
- eSTRO
  - 前 AMD Dream Team、Drem Team、헥사트론  Dream Team、eNature Top Team
- Hite Sparkyz
  - 前 Flower、KOR、Ongamenet Sparkyz
- Hwaseung OZ
  - 前 DT、IS、KTEC PLUS、PLUS、Lecaf OZ
- KT Rolster
  - 前 ⓝ016 Online、KT Fingerboom、KT MagicNs、KTF MagicNs
- MBCGame HERO
  - 前 POS、Egosys POS
- Samsung KHAN
- SK Telecom T1
  - 前 东洋Orion、4U
- STX SouL
  - 前 Soul
- Woongjin Stars
  - 前 SM、Neo Empire、Hanbit Stars
- WeMadeFOX
  - 前 Gamei、IS、SG Family、Toona Judies、Toona SG、Pantech&Curitel Curriors、Pantech EX
- Jin Air Green Wings
  - 曾用队名 8th team
  - 2011年多家战队解散后由KeSPA组织

## KeSPA排名
KeSPA（Korean e-Sports Players Association，韩国电子竞技玩家协会）每月发布一次玩家排名。排名基于近六个月各大赛事中的玩家战绩计算而得。最近发生的比赛占有更大的权重，而较远的比赛则地位次要。

## 知名选手

### Terran选手
- 林耀焕（SlayerS_`BoxeR`）

2次OSL冠军，1次MSL冠军，2次WCG总决赛冠军，1次GAME-Q冠军，4次OSL亚军，1次KTKTF亚军，1次GAME-Q亚军，1次ITV亚军，KesPa排名第一17个月，前五30个月，进入两大个人联赛4强9次。ProLeague年度总冠军2次
- 李允烈（NaDa）

3次OSL冠军，3次MSL冠军，1次OSL亚军，3次MSL亚军，1次KTKTF冠军，1次GhemTV冠军，2次ITV冠军。HOTBreak Master冠军，ShinHan Master冠军，KesPa排名第一17个月，排名前五45个月，进入两大个人联赛4强11次。ProLeague阶段冠军或TeamLeague冠军1次
- 崔然星（Iloveoov）

2次OSL冠军，3次MSL冠军，1次WCG总决赛冠军，1次ITV亚军，KesPa排名第一 12个月，前五29个月，进入两大个人联赛4强9次。ProLeague年度总冠军2次，阶段冠军或TeamLeague冠军7次
- 李泳浩（Flash）

3次OSL冠军，3次MSL冠军，1次OSL亚军，1次MSL亚军，1次WCG总决赛冠军，1次GCL冠军，1次GomTV邀请赛冠军，KesPa排名第一32个月,前五52个月，进入两大个人联赛4强11次。ProLeague年度总冠军2次,阶段冠军或TeamLeague冠军1次

### Protoss选手
- 宋炳具（Stork）

1次OSL冠军，3次OSL亚军，1次MSL亚军，3次WCG韩国区亚军。1次WCG总决赛冠军，2次WCG总决赛亚军，1次GSI亚军， KesPa排名第一4个月，排名前五32个月，进入两大个人联赛4强8次。ProLeague年度总冠军1次，阶段冠军或TeamLeague冠军1次
- 金澤容（Bisu）

3次MSL冠军，1次MSL亚军，1次GCL冠军。1次WCG韩国区冠军。KesPa排名第一6个月，排名前五34个月，进入两大个人联赛4强7次。ProLeague年度总冠军2次，阶段冠军或TeamLeague冠军3次
- 许英茂（Jangbi）

2次OSL冠军，1次MSL冠军，1次OSL亚军，1次MSL亚军。KesPa排名前五14个月，进入两大个人联赛4强8次。ProLeague阶段冠军或TeamLeague冠军4次

### Zerg选手
- 洪榛浩（YellOw）

2次OSL亚军，3次MSL亚军，1次WCG总决赛亚军，1次ITV冠军，1次KPGA冠军联赛冠军，1次OSL王中王冠军，1次WCG韩国预选赛冠军。KesPa排名第二12个月，排名前五32个月，进入两大个人联赛4强10次
- 朴成俊（July）

3次OSL冠军，2次OSL亚军，1次KTKTF冠军，1次ITV冠军，1次WCG总决赛亚军，KesPa排名第一11个月，排名前五24个月，进入两大个人联赛4强5次。ProLeague年度总冠军1次，阶段冠军或TeamLeague冠军1次
- 馬在允（IPXZerg）

1次OSL冠军，3次MSL冠军，2次MSL亚军，ShinHan Master亚军，KesPa排名第一9个月，排名前五26个月，进入两大个人联赛4强7次。ProLeague阶段冠军或TeamLeague冠军2次
- 李帝东（Jaedong）

3次OSL冠军，2次MSL冠军，1次OSL亚军，3次MSL亚军，1次WCG总决赛冠军，1次GCL冠军，2次WCG韩国区冠军，KesPa排名第一16个月，排名前五45个月，进入两大个人联赛4强12次。ProLeague年度总冠军1次，阶段冠军或TeamLeague冠军1次

### 非单一种族选手
- Guillaume Patry（Grrrr）

1次战网全球总决赛冠军，1次AMD世界邀请赛冠军，1次OSL冠军（第一届），1次OSL王中王冠军，1次GhemTV亚军

## 星际争霸1联赛变迁史
| 联赛名称          | 1999 | 2000 | 2002 | 2003 | 2004 | 2008 | 2009 | 2010 | 2011 | 2012 | 2013 | 2014 | 2015 | 2016 | 2017 | 2018 | 2019 | 2020 | 2021 |
| ----------------- | ---- | ---- | ---- | ---- | ---- | ---- | ---- | ---- | ---- | ---- | ---- | ---- | ---- | ---- | ---- | ---- | ---- | ---- | ---- |
| OSL 1             |      |      |      |      |      |      |      |      |      |      |      |      |      |      |      |      |      |      |      |
| WCG2              |      |      |      |      |      |      |      |      |      |      |      |      |      |      |      |      |      |      |      |
| iTV               |      |      |      |      |      |      |      |      |      |      |      |      |      |      |      |      |      |      |      |
| MSL               |      |      |      |      |      |      |      |      |      |      |      |      |      |      |      |      |      |      |      |
| 职业联赛          |      |      |      |      |      |      |      |      |      |      |      |      |      |      |      |      |      |      |      |
| GomTV             |      |      |      |      |      |      |      |      |      |      |      |      |      |      |      |      |      |      |      |
| Sonic Star League |      |      |      |      |      |      |      |      |      |      |      |      |      |      |      |      |      |      |      |
| SSL3              |      |      |      |      |      |      |      |      |      |      |      |      |      |      |      |      |      |      |      |
| ASL               |      |      |      |      |      |      |      |      |      |      |      |      |      |      |      |      |      |      |      |
| KSL               |      |      |      |      |      |      |      |      |      |      |      |      |      |      |      |      |      |      |      |

1 从2012年开始改为星际争霸2，于2013年停办。
2 从2011年开始改为星际争霸2，于2013年停办。
3 从2014年开始为星际争霸2比赛，2017年新设星际争霸1，于2018年均停办。